# Saint-Médard (Charente)
Saint-Médard (también, Saint Médard de Barbezieux) es una comuna francesa situada en el departamento de Charente, en la región de Nueva Aquitania.

## Demografía
| 286 | 264 | 237 | 257 | 257 | 271 | 310 |
| Para los censos de 1962 a 1999 la población legal corresponde a la población sin duplicidades (Fuente: INSEE [Consultar]) |     |     |     |     |     |     |